# 경주초등학교
경주초등학교는 대한민국 경상북도 경주시 충효동에 위치한 공립 초등학교이다.

## 학교 연혁
- 1946년 6월 1일 경주공립국민학교 개교(現 한국원자력환경공단 자리)
- 1947년 9월 4일 서악동 교사로 이전
- 1984년 3월 10일 병설유치원 개원
- 1998년 9월 1일 현 교사(충효동)로 이전(15학급 편성)
- 1999년 9월 1일 화천분교, 학동분교 편입(28학급 편성)
- 2002년 2월 28일 학동분교 폐교
- 2010년 2월 28일 화천분교 통폐합
- 2018년 3월 1일 특수학급 1학급 개설
- 2019년 9월 1일 제34대 석준성 교장 부임
- 2020년 2월 14일 제74회 졸업(졸업생 총수 10,420명)
- 2020년 3월 1일 35학급 편성(유치원 3학급 편성: 졸업생 총수 912명)

## 참고 자료
- 경주초등학교 - 한국교육학술정보원 학교알리미